# イオンボディ
イオンボディ株式会社は、埼玉県越谷市に本社を置く日本の小売事業者で、イオン株式会社の子会社。

## 概要
2007年12月にイオン株式会社、日本国内でスポーツ専門店「スポーツオーソリティ（現：メガスポーツ）」を展開する株式会社メガスポーツ、そして英国の化粧品専門店「ザ・ボディショップ」の日本国内での経営及びフランチャイズ展開をしていた株式会社イオンフォレスト（現：ザボディショップジャパン株式会社）の三者によって設立された。
同年12月7日には、イオン与野ショッピングセンター（現：イオンモール与野）に「イオンボディ」第1号店をオープンした。また、同売場内に設けられた総合ビューティーケア売場「BODY'S CARE（ボディズ ケア）」内エステティックコーナーの運営全般を株式会社資生堂に業務委託した。（与野店は現在は閉店済み）
現在は、イオングループ店舗を中心に出店している「ボディショップ」「A-BODY」の運営を7店舗行うほか、インターネット通販サイトの運営も行っている。

## 沿革
- 2007年12月3日 - イオン株式会社が60%出資、株式会社イオンフォレスト（現：ザボディショップジャパン株式会社）が40%出資して設立[1]。
- 2007年12月7日 - 第1号店をイオン与野ショッピングセンター（現イオンモール与野）内にオープン[1]。